# Salmo stomachicus
Salmo stomachicus és una espècie de peix de la família dels salmònids i de l'ordre dels salmoniformes.

## Alimentació
Menja bàsicament caragols i larves de tricòpters, i, en menor grau, d'altres invertebrats bentònics.

## Hàbitat
Viu en zones d'aigües dolces temperades.

## Distribució geogràfica
Es troba a Irlanda.